# Бутковський Микола Юхимович
Микола Юхимович Бутко́вський (нар. 4 березня 1955, с. Буда-Варовичі, Поліський район, Київська область) — соліст  Київського національного академічного театру оперети. Народний артист України (2011).

## Загальні відомості
М. Ю. Бутковський народився 4 березня 1955 в с. Буда-Варовичі, Поліського району, Київської області.
В п'ятнадцятирічному віці вступив до професійного училища при заводі ім. Артема на слюсаря механозборочних робіт. Проте, узнавши про набір учнів до Театральної студії при Театрі оперети, покинув завод і вступив до студії, яку закінчив у 1978 році (педагог Бегма В. В.).
В 1995 році закінчив Харківський інститут культури.
В 1978—1995 роках був солістом Харківського театру музичної комедії.
З 1995 року Микола Юхимович працює в Київському національному академічному театрі оперети, є одним з провідних акторів. «Акторська гра М. Бутковського зачаровує своєю легкістю та невимушеністю сценічного штриха. Комік на сцені, у житті Бутковський дуже серйозна людина. І кожна роль талановитого актора — це результат наполегливої волі та чистої душі.», — відмічається на офіційному сайті театру.
У 2002 році йому було присвоєне звання Заслуженого артиста України (Указ Президента України від 25.03.2002 № 293/2002).
У 2011 році М. Ю. Бутковському було присвоєне звання Народного артиста України (Указ Президента 24 червня 2011 року № 708/2011).
13 березня 2014 М. Ю. Бутковський серед інших діячів культури поставив свій підпис під «Заявою від діячів культури України до творчої спільноти світу».
Кавалер ордена «За заслуги» III ступеня (2019).

## Ролі
- «Весела вдова» Франца Легара — Негош
- «Фіалка Монмартру» Імре Кальмана — Франсуа
- «Мадемуазель Нітуш» Флорімона Ерве — полковник, граф Альфред де Шато-Жібус
- «Летюча миша» Йоганна Штрауса — Фальк
- «Американська комедія» Марка Самойлова — Бред
- «Таке єврейське щастя» І. Поклада — Тарзан
- «Цілуй мене, Кет!» Коула Портера — Перший гангстер
- «Бал у Савойї» Пола Абрахама — Фенімор Фрост
- «Сільва» Імре Кальмана — Боні
- «Циганський барон» Йоганна Штрауса — Зупан
- «Маріца» Імре Кальмана — Барон Зупан
- «Баядера» Імре Кальмана — Наполеон
- «Граф Люксембург» Франца Легара — Брисар
- «Ніч у Венеції» Йоганна Штрауса — Паппакода
- «Моя чарівна леді» Фредеріка Лоу — Генрі Хіггінс
- «Містер Ікс» Імре Кальмана — Барон
- «Сорочинський ярмарок» Олексія Рябова  — Афанасій Іванович
- "Скрипаль на даху" Шолома Алейхема - Тев'є, молочник